# Museo d'arte islamica (Doha)
Il Museo d'arte islamica di Doha, in Qatar, è un'importante struttura che vuole mostrare al mondo le connessioni storico-culturali del mondo islamico e quelle della loro vita intellettuale ed economica.

## Storia
La collezione presente nel museo è di enorme valore storico-artistico ed espone oggetti provenienti da tutti i principali centri artistici della cultura islamica, dal Medio oriente al Nordafrica, dalla Spagna di Al-Andalus alla Sicilia araba, dall'Iran all'Asia centrale, fino all'India, l'Indonesia e oltre, con datazioni che variano dal VII al XX secolo.
Con il Museo di arte islamica, l'emiro Hamad bin Khalifa Al Thani ha tentato di fare del Qatar un polo regionale e internazionale per la cultura e l'istruzione, con un progetto messo in atto sotto la guida della figlia Sheikha Mayassa Bint Al Hamad Bin Khalifa Al Thani.
La struttura che ospita la collezione di questi importanti reperti è stata progettata dall'architetto cino-americano Ieoh Ming Pei, lo stesso che progettò la piramide del Louvre a Parigi.

## Il libro dei segreti risultanti dai pensieri
Frutto del mecenatismo dell'emiro Hamad bin Khalifa è lo studio commissionato sul manoscritto Kitāb al-Asrār fī natā'ij al-afkār (in arabo الأسرار في نتائج الأفكار‎?), Il Libro dei Segreti risultanti dai pensieri, un trattato islamico di ingegneria meccanica, risalente all'XI secolo, opera dell'andaluso Ibn Khalaf al-Muradi, contenente la descrizione di 31 automi, in gran parte di sua invenzione, e conservato in un'unica copia posseduta dalla Biblioteca Medicea Laurenziana di Firenze. Il risultato del lavoro è stata la traduzione del manoscritto in inglese, italiano e francese, l'interpretazione di tutti gli automi meccanici descritti, la loro riproduzione virtuale, e la ricostruzione fisica di due di essi. Tutti i frutti dello studio sono oggetto di un'esposizione museale permanente con fruibilità interattiva del manoscritto, animazioni olografiche touch screen di modelli virtuali dei macchinari, ed esposizione dei due modelli fisicamente realizzati.